# Vincent Zarini
Vincent Zarini (* 1961) ist ein französischer Klassischer Philologe (Latinist).

## Leben
Von 2000 bis 2002 war er Professor für lateinische Sprache und Literatur an der Universität Metz. Seit 2002 lehrt er als Professor für lateinische Literatur der Spätantike an der Universität Paris IV.
Seine Forschungsthemen sind Poesie und Spiritualität, Rhetorik und Macht in der späten Latinität.

## Schriften (Auswahl)
- Berbères ou barbares? Recherches sur le livre second de la «Johannide» de Corippe. Nancy 1997, ISBN 2-9509726-5-9.
- Rhétorique, poétique, spiritualité. La technique épique de Corippe dans la Johannide . Turnhout 2003, ISBN 2-503-52167-3.
- als Herausgeber mit Perrine Galand-Hallyn: Manifestes littéraires dans la latinité tardive. Poétique et rhétorique. Actes du colloque international de Paris, 23 – 24 mars 2007. Paris 2009, ISBN 978-2-85121-234-4.
- als Herausgeber mit Bernard Pouderon und Jean-Marie Salamito: Premiers écrits chrétiens. Paris 2016, ISBN 2-07-013486-5.